# Edmund Statkiewicz
Edmund Statkiewicz (ur. 1885, zm. 22 września 1926) – polski drukarz, urzędnik, ekspert ds. bankowości, wiceminister skarbu. Zginął wraz ze swą rodziną w niewyjaśnionych okolicznościach.

## Życiorys
Edmund Statkiewicz urodził się w 1885 r. Z wykształcenia był drukarzem, jednak w 1909 r. przygotował opracowania na temat sytuacji ekonomicznej Królestwa Polskiego. Po wybuchu I wojny światowej wyjechał do Rosji. Trafił do Szanghaju, W 1915 r. Statkiewicz zaczął pracę w Banku Rosyjsko-Azjatyckim, gdzie poznał Zygmunta Jastrzębskiego, późniejszego szefa w ministerstwie skarbu. W 1920 r. Statkiewicz i Jastrzębski wrócili do Polski, a Statkiewicz został dyrektorem Banku Ludowego. W lipcu 1922 r. został wiceministrem skarbu ds. walut w rządzie Juliana Nowaka; utrzymał się na tym stanowisku do czerwca 1923 r. 
Był autorem artykułów o polityce walutowej, ukazujących się w miesięczniku „Czasopismo Skarbowe” i książki Finanse wojenne.

## Śmierć
22 września 1926 r. w domu przy ul. Chłodnej 16 w Warszawie policjanci znaleźli 4 zakrwawione trupy – małżeństwa i dwójki dzieci. Jak się później okazało, byli to: Statkiewicz, jego żona i dwaj synowie – Ludwik i Władysław. W powietrzu czuć było zapach gazu. Najprawdopodobniej Statkiewicz zabił rodzinę, po czym popełnił samobójstwo.